# انتونی نان
انتونی نان (انگلیسی: Anthony Nunn؛ زادهٔ ۲۴ مهٔ ۱۹۲۷) بازیکن هاکی روی چمن اهل بریتانیا است.